# Condado de Lamoille
- Atenção: para outros termos relacionados com Lamoille, pesquise: Lamoille

O Condado de Lamoille é um dos 14 condados do estado americano de Vermont. Sua sede de condado é Hyde Park, e sua maior cidade é Morristown.
O condado possui uma área de 1 202 km² (dos quais 8² estão cobertos por água) uma população de 23 233 habitantes, e uma densidade populacional de 19 hab/km² (segundo o censo nacional de 2000).
O condado foi fundado em 1835.